# Calyptraster gracilis
Calyptraster gracilis är en sjöstjärneart som beskrevs av Jacques Jangoux och Khwaja Muhammad Sultanul Aziz 1988. Calyptraster gracilis ingår i släktet Calyptraster och familjen knubbsjöstjärnor.
Artens utbredningsområde är Réunion. Inga underarter finns listade i Catalogue of Life.